# Маунт-Джэксон (Виргиния)
Маунт-Джэксон (англ. Mount Jackson) — город в округе Шенандоа  в штате Виргиния США. По данным переписи 2020 года, численность населения составляла 1961 человек.

## Население
| 2010 | 2020  |
| ---- | ----- |
| 1994 | ↘1961 |